# Volcom
Volcom és una marca de roba esportiva orientada als esports de taula que té la seu a Costa Mesa.

## Història
Volcom va ser fundada l'any 1991 per Richard «Wooly» Woolcott i Tucker «T-Dawg» Hall, que van basar el caràcter de l'empresa en les seves pròpies experiències amb els esports de taula.
Chet Thomas va ser el primer skater professional patrocinat per la marca. El 1995, Volcom va ser la primera empresa d'esports d'acció a crear un segell discogràfic, Volcom Entertainment. La primera botiga pròpia de Volcom va obrir al públic el 23 de novembre de 2002 a Los Angeles.
L'abril de 2005, la companyia va adoptar el seu nom actual, Volcom Inc, i va sortir a borsa el 29 de juny de 2005, quan Wachovia Securities, DA Davidson i Piper Jaffray van subscriure una oferta pública inicial al NASDAQ amb un preu de 4,69 milions d'accions a 19 dòlars per acció, recaptant un total de 89 milions de dòlars.
El 2011, l'empresa francesa Kering, va comprar Volcom per 24,50 dòlars l'acció, valorant la companyia en 608 milions de dòlars. Des de l'adquisició, Kering ha intentat expandir i diversificar la marca Volcom. El 2019 Authentic Brands Group va comprar Volcom a Kering.